# Dominika Sobolska
Dominika Sobolska est une joueuse de volley-ball belge née le 3 décembre 1991 à Menin (Belgique). Elle mesure 1,87 m et joue au poste de centrale. Elle totalise 9 sélections en équipe de Belgique. Sa sœur ainée Marta Sobolska est également joueuse de volley-ball.

## Clubs
| Club                              | De        | À         |
| --------------------------------- | --------- | --------- |
| Volley De Haan                    | 2000-2001 | 2007-2008 |
| Belgische SMS                     | 2008-2009 | 2008-2009 |
| Gwardia Wrocław                   | 2009-2010 | 2011-2012 |
| PSPS Chemik Police                | 2012-2013 | 2013-2014 |
| MKS Dąbrowa Górnicza              | 2014-2015 | 2014-2015 |
| Promoball Flero                   | 2015-2016 | 2015-2016 |
| MKS Dąbrowa Górnicza              | 2016-2017 | 2016-2017 |
| BKS Stal Bielsko-Biała            | 2017-2018 | 2017-2018 |
| Çanakkale Belediye                | 2018-2019 | 2018-2019 |
| Aydın BBSK                        | 2019-2020 | 2019-2020 |
| Polisportiva Filottrano Pallavolo | jan 2020  | mai 2020  |
| CSM Târgoviște                    | 2020-2021 | …         |

## Palmarès
- Coupe de Pologne
  - Vainqueur : 2014.
- Championnat de Pologne
  - Vainqueur : 2014.